# Art of Anarchy
Art of Anarchy ist eine US-amerikanische Hard-Rock-Supergroup. Die Band wurde im Jahre 2014 gegründet und veröffentlichte bislang drei Studioalben mit je unterschiedlichen Sängern.

## Geschichte
Die Zwillingsbrüder Jon (Gitarre) und Vince Votta (Schlagzeug) waren seit bereits zwei Dekaden mit dem ehemaligen Guns-n’-Roses-Gitarristen Ron „Bumblefoot“ Thal befreundet, als Jon Votta Thal ansprach und mit ihm eine neue Band gründen wollte. Kurze Zeit später stieß der Bassist John Moyer von der Band Disturbed hinzu. Der Bandname war eine Idee von Vince Votta, der einen extremen und kompromisslosen Namen haben wollte, der auch ein kühnes Statement darstellen soll. Im Jahre 2014 nahm die Band ihr Debütalbum auf, das von Ron „Bumblefoot“ Thal produziert wurde. Nachdem die Musiker mit mehreren Sängern über das Projekt sprachen, erklärte sich Scott Weiland (Stone Temple Pilots, Velvet Revolver) dazu bereit, ein Lied einzusingen. Später sang Weiland auch das gesamte Album ein. Darüber hinaus drehte die Band mit Weiland ein Musikvideo für die Lieder Til the Dust Is Gone und Time Every Time.
Nachdem Anfang 2015 eine Pressemitteilung über die Band veröffentlicht wurde, distanzierte sich Weiland von Art of Anarchy. Weiland erklärte, dass er nie Mitglied der Band gewesen sei, und bezeichnete das Projekt als Betrug. Ron „Bumblefoot“ Thal wies diese Vorwürfe zurück und verwies auf den auch von Weiland akzeptierten Text der Pressemitteilung. Thal bezeichnete Weilands Verhalten als Enttäuschung. In der Folgezeit boten sich verschiedene Sänger der Band an, die allen Interessenten aus rechtlichen Gründen absagen mussten. Art of Anarchy wurden vom deutschen Plattenlabel Century Media unter Vertrag genommen, das das Debütalbum Art of Anarchy am 2. Juni 2015 veröffentlichte. Am 3. Dezember 2015 wurde Weiland tot in seinem Tourbus gefunden. Zum Gedenken an ihn bot die Band kurz vor Weihnachten das Album zum kostenlosen Download an.
Am 3. Mai 2016 wurde der Creed-Sänger Scott Stapp als neuer Sänger von Art of Anarchy vorgestellt. Das erste Konzert der Bandgeschichte fand am 27. Oktober 2016 in New York City statt. In der Zwischenzeit nahm die Band ihr zweites Studioalbum The Madness auf, das am 24. März 2017 veröffentlicht wurde. Für das Titellied sowie Echo of a Scream wurden Musikvideos gedreht. Im April 2017 folgte eine Headlinertournee durch Nordamerika. Im Februar 2018 verklagte die Band Stapp wegen dessen Ablehnung, mit der Band zu touren und an Marketingaktivitäten teilzunehmen.

## Diskografie

### Alben
- 2015: Art of Anarchy (Century Media)
- 2017: The Madness (Century Media)
- 2024: Let There Be Anarchy (Pavement Music)

### Singles
- 2015: Til the Dust Is Gone
- 2016: The Madness

### Musikvideos
- 2015: Til the Dust Is Gone
- 2015: Time Every Time
- 2017: The Madness
- 2017: Echo of a Scream
- 2023: Vilified